# Randomizare
Randomizarea este procesul de a face ceva aleatoriu; în diverse contexte aceasta implică, de exemplu: 
- generarea permutării aleatorii a unei secvențe (cum ar fi atunci când se amestecă cărțile de joc);
- selectarea unui eșantion aleatoriu dintr-o populație (important în eșantionarea statistică);
- alocarea unităților experimentale prin alocare aleatorie la o condiție de tratament sau de control;
- generarea de numere aleatorii (a se vedea Generarea de numere aleatoare); sau
- transformarea unui flux de date (cum ar fi atunci când se utilizează un scrambler în telecomunicații ).

Randomizarea nu este întâmplare pură. Dimpotrivă, un proces aleatoriu este o secvență de variabile aleatoare care descriu un proces ale cărui rezultate nu urmează un model determinist, ci au o evoluție descrisă de distribuțiile probabilităților. De exemplu, un eșantion aleatoriu de indivizi dintr-o populație se referă la un eșantion în care fiecare persoană are o probabilitate cunoscută de a fi eșantionată. Acest lucru ar fi în contrast cu eșantionarea non probabilității în care indivizii sunt selectați arbitrar. 

## Aplicații
Randomizarea este utilizată în statistici și în jocurile de noroc. 

### Statistică
Randomizarea este un principiu fundamental în teoria statistică, a cărui importanță a fost subliniată de Charles S. Peirce în " Illustrațiile logicii științei " (1877-1878) și " O teorie a inferenței probabile " (1883). Inferența bazată pe randomizare este deosebit de importantă în proiectarea experimentală și în eșantionarea anchetelor. Prima utilizare a "randomizării" enumerate în dicționarul englez Oxford este folosirea lui de către Ronald Fisher în 1926.  

#### Experimente randomizate
În teoria statistică de proiectare a experimentelor, randomizarea implică alocarea aleatorie a unităților experimentale în grupurile de tratament. De exemplu, dacă un experiment compară un medicament nou cu un medicament standard, atunci pacienții trebuie alocați fie medicamentului nou, fie controlului standard al medicamentului, utilizând randomizarea. Randomizarea reduce confundarea prin egalizarea așa-numiților factori (variabile independente) care nu au fost luați în considerare în proiectarea experimentală. 

#### Eșantionarea anchetelor (sondajelor)
Eșantionarea sondajelor folosește randomizarea, în urma criticării unor "metode reprezentative" anterioare de către Jerzy Neyman în raportul său din 1922 către Institutul Internațional de Statistică . 

#### Reeșantionare
Unele metode importante de inferență statistică utilizează reeșantionarea datelor observate. Versiuni alternative multiple ale setului de date "care ar fi putut fi observate" sunt create prin randomizarea setului original de date, singurul observat. Variația statisticilor calculate pentru aceste seturi de date alternative este un ghid al incertitudinii statisticilor estimate de datele originale. 

### Jocuri de noroc
Randomizarea este folosită pe scară largă în domeniul jocurilor de noroc.                               Deoarece randomizarea slabă poate permite unui jucător calificat să profite, au fost puse multe cercetări în ceea ce privește randomizarea efectivă.             
Un exemplu clasic de randomizare este amestecarea cărților de joc. 

## Tehnici
Deși, din punct de vedere istoric, tehnicile de randomizare "manuală" (cum ar fi amestecarea cărților de joc, extragerea unor bucățele de hârtie dintr-o pungă, rotirea unei rulete) au fost comune, astăzi sunt utilizate în cea mai mare parte tehnicile automatizate. Deoarece atât selecția probelor aleatorii, cât și permutările aleatorii pot fi reduse la simpla selectare a numerelor aleatoare, metodele de generare a numerelor aleatoare sunt acum utilizate cel mai frecvent, atât generatoare de numere aleatoare aleatoare cât și generatoare de numere pseudo-aleatoare. 

### Optimizare
Randomizarea este folosită în optimizare pentru a reduce povara computațională asociată tehnicilor de control robuste: un eșantion de valori ale parametrilor de incertitudine este extras aleatoriu, iar robustețea este aplicată doar pentru aceste valori. Această abordare a câștigat popularitate prin introducerea unor teorii riguroase care să permită controlul asupra nivelului probabilistic al robusteții, a se vedea optimizarea scenariului. 
Metodele de randomizare non-algoritmice includ: 
- Turnarea tulpinilor de Coada șoricelului (pentru Yi Ching )
- Aruncarea zarurilor
- Răsturnarea unei monedă
- Tragerea la paiul scurt
- Amestecarea cărților de joc
- Învârtirea ruletei
- Extragerea de bilețele dintr-o pungă
- "Mașini de loterie"
- Observarea radiației descrescânde folosind un contor de radiații